# Associació Àkan
L'Associació Àkan es va constituir el 2004 anys a Girona per ajudar immigrants i conscienciar la societat dels reptes que implica la immigració. Àkan és el nom comú d'una ètnia i una llengua de Ghana que abasta sis milions de persones. A l'entitat se li ha reconegut la tasca diària d'atenció a les persones en situació de vulnerabilitat i l'esforç per la conscienciació social. El 2014 va ser guardonada al III Memorial Àlex Seglers.